# Tettigoniopsis
Tettigoniopsis is een geslacht van rechtvleugeligen uit de familie sabelsprinkhanen (Tettigoniidae). De wetenschappelijke naam van dit geslacht is voor het eerst geldig gepubliceerd in 1982 door Yamasaki.

## Soorten
Het geslacht Tettigoniopsis omvat de volgende soorten:
- Tettigoniopsis ashizuriensis Befu & Murai, 1999
- Tettigoniopsis daisenensis Yamasaki, 1985
- Tettigoniopsis ehikonoyama Tabata & Kawakita, 1999
- Tettigoniopsis ehimensis Kano, 1999
- Tettigoniopsis forcipicercus Yamasaki, 1982
- Tettigoniopsis hikosana Yamasaki, 1983
- Tettigoniopsis hiurai Kano & Kawakita, 1984
- Tettigoniopsis ikezakii Yamasaki, 1983
- Tettigoniopsis iyoensis Kano & Kawakita, 1987
- Tettigoniopsis kongozanensis Kano & Kawakita, 1984
- Tettigoniopsis kotsusana Tominaga, 1999
- Tettigoniopsis kunisakiensis Tabata, 1999
- Tettigoniopsis kurodakensis Abe, 1988
- Tettigoniopsis kurosawai Yamasaki, 1986
- Tettigoniopsis miyamotoi Yamasaki, 1983
- Tettigoniopsis nyotaiensis Tominaga & Toshima, 1999
- Tettigoniopsis ryomai Kano & Tominaga, 1999
- Tettigoniopsis sanukiensis Kano & Tominaga, 1988
- Tettigoniopsis tosaensis Befu, 1999
- Tettigoniopsis tsurugisanensis Tominaga, 1999
- Tettigoniopsis uwaensis Kano & Tominaga, 1999